# Wavemusic
Wavemusic ist das Musik- und Design-Label und die internationale Marke des deutsch/US-amerikanischen Musikunternehmens California Sunset Records mit Sitz in Hamburg und Los Angeles.

## Geschichte
Das Label wurde 1997 von Michael van Droffelaar (aka Michael van Droff) in Hollywood gegründet – aus der Idee CD-Kompilations zu veröffentlichen, um die US-amerikanische Smooth-Jazz-Szene in Europa in das öffentliche Bewusstsein zu rücken. In Kooperation mit Jazz-Festivals wie Montreux oder dem deutschen Rheingau Festival veranstaltete California Sunset Records Konzerte und setzte insbesondere in Deutschland und Luxemburg erste Wavemusic-Radiosendungen um. Außerdem veröffentlichte das Unternehmen Produktionen von Newcomern aus den Bereichen Sophisticated Pop, Jazz, Soul und Elektro-Lounge.
Das Unternehmen hat im Jahr 2007 und 2015 den Innovationspreis für Verpackung der deutschen Druckindustrie gewonnen. Außerdem im Jahr 2015 den Red Dot Award (Kategorie: Communication Design) für Music Packaging.

## Public Chill
Seit 2011 ist wavemusic Veranstalter der Open-Air Event Serie Public Chill. Deutschlandweit fanden bei freiem Eintritt bereits Events in Hamburg, Berlin, München, Heiligenhafen, St. Peter Ording, Köln und Frankfurt statt. Der erste Public Chill wurde an der Buhne 16 auf Sylt veranstaltet.

## Diskografie

### Kompilation-Reihen
- wavemusic classics
- Easy Beats
- En Route
- Latinova
- Buhne 16 – on the beach
- moreorlessjazz
- SongRise
- Soul Ya
- inDISKOtabel
- moreorlessChristmas
- Public Chill
- King Kong Kicks (Vol. 6)

### Künstleralben
- The Roger Cicero Jazz Experience
- The Roger Cicero Jazz Experience – Live in Baloise
- Slim Man – Faith In Us
- Khani Cole – Places
- Jacqui Naylor – The Color Five
- The Beatles re-lounged by Giacomo Bondi
- SPHERICAL – Diggin' Deeper
- Jacqui Naylor – You Don't Know Jacqui
- Slim Man – Bella Mia